# Лагерное отделение Ожогино
Ла́герное отделе́ние Ни́жне-индиги́рского райо́нного геологоразве́дочного управле́ния Да́льстроя (ЛО Ожо́гино) — лагерное подразделение, действовавшее в структуре Дальстроя.

## История
ЛО Ожогино организовано в 1951 году. Управление ЛО Ожогино размещалось в посёлке Ожогино, Якутская АССР. В оперативном командовании оно подчинялось первоначально Главному управлению исправительно-трудовых лагерей Дальстрой, а позднее Управлению северо-восточных исправительно-трудовых лагерей Министерства Юстиции СССР (УСВИТЛ МЮ)(позднее УСВИТЛ передан в систему Министерства Внутренних Дел).
Максимальное единовременное количество заключённых достигало 1500 человек.
ЛО Ожогино закрыто в 1953 году.

## Производство
Основным видом производственной деятельности заключённых было дорожное строительство и горные работы.